# Rheinmetall KZO
El Rheinmetall KZO és un vehicle aeri no tripulat d'origen alemany. El disseny està optimitzat per marcar objectius per l'artilleria, observar els resultats dels bombardeigs i per informar de la situació operacional. Rheinmetall és el constructor i KZO és l'abreviació de l'alemany Kleinfluggerät Zielortung, ‘avió petit de reconeixement’, abans conegut com a Brevel.
És el successor del dron de reconeixement Canadair CL-289, que disposava d'uns sistemes massa simples. Es va desenvolupar des de 1997 i el 2001 la Bundeswehr les va encarregar. Es van entregar entre 2005 i 2009.
L'any 2022 les forces terrestres del Bundeswehr tenien 39 d'aquests vehicles aeris no tripulats en servei, segons The International Institute for Strategic Studies. El 2006 es van desplegar a la Guerra de l'Afganistan.

## Antecedents
A la dècada dels 50 la majoria d'estats disposaven de drons per fer de blancs. A la darreria dels anys 50 el Canadà va començar un projecte per un vehicle aeri no tripulat de reconeixement per poder disparar amb precisió els nous míssils que estaven desenvolupant.
Durant la dècada dels 60 el Regne Unit s'afegiria al programa i durant els anys 70 s'hi unirien Alemanya, Itàlia i França. El Bundeswehr rebria un CL-89 Midge el 1972 sota la designació de l'OTAN AN/USD-501. L'esperança de vida dels drons era d'uns deu vols, tot i que alguns han arribat als 40.
Posteriorment Alemanya va cedir aquests drons a Turquia. Tot i que útils, el Bundeswehr considerava que l'abast era inadequat per a algunes missions i, des del 1976, van desenvolupar una versió amb més abast anomenada CL-289. El primer vol de prova es va dur a terme el 1980. Funcionava amb un sistema de guiatge més sofisticat i un abast més gran. A més a més, la càmera infraroja enviava el vídeo a l'estació de control terrestre gairebé en temps real.

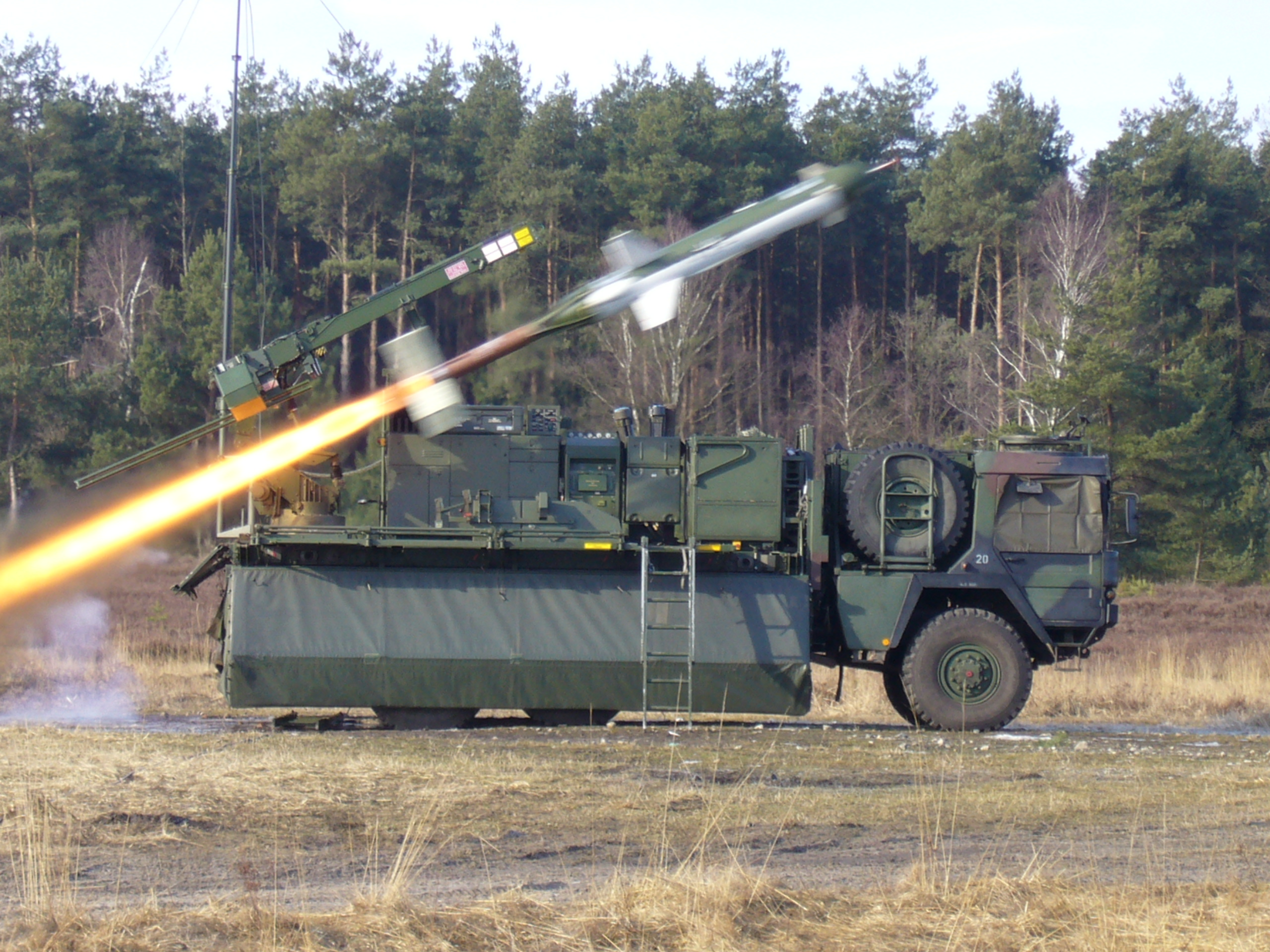
Llançament d'un dron CL-289.

Alemanya va comprar 188 exemplars del CL-289 i onze estacions de control terrestre. Es van fer servir extensament durant la missió de pau a Bòsnia entre l'any 1996 i el 2005 amb el 7è Regiment d'Artileria francès de la IFOR, on van fer més de 1.500 missions.
A la fi de la dècada dels 90 el CL-289 obsolescent ja no complia les necessitats i per això es va desenvoluparun nou dron de reconeixement. Tot i això, la vida del CL-289 encara s'allargaria incorporant un sistema de posicionament global i nous sistemes digitals, i va ser rebatejat com a AOLOS-289.

## Característiques
L'aeronau existeix en tres versions:
- Observació i vigilància: porta un telèmetre làser i un apuntador làser per indicar objectius.
- Contramesures electròniques: porta un sistema d'interferències.
- Suport electrònic: porta equipament per interceptar i apropiar-se de les transmissions de radar i ràdio enemigues.

A part d'aquestes diferències de càrrega útil, la resta dels sistemes de les diferents versions del Rheinmetall KZO són comuns.

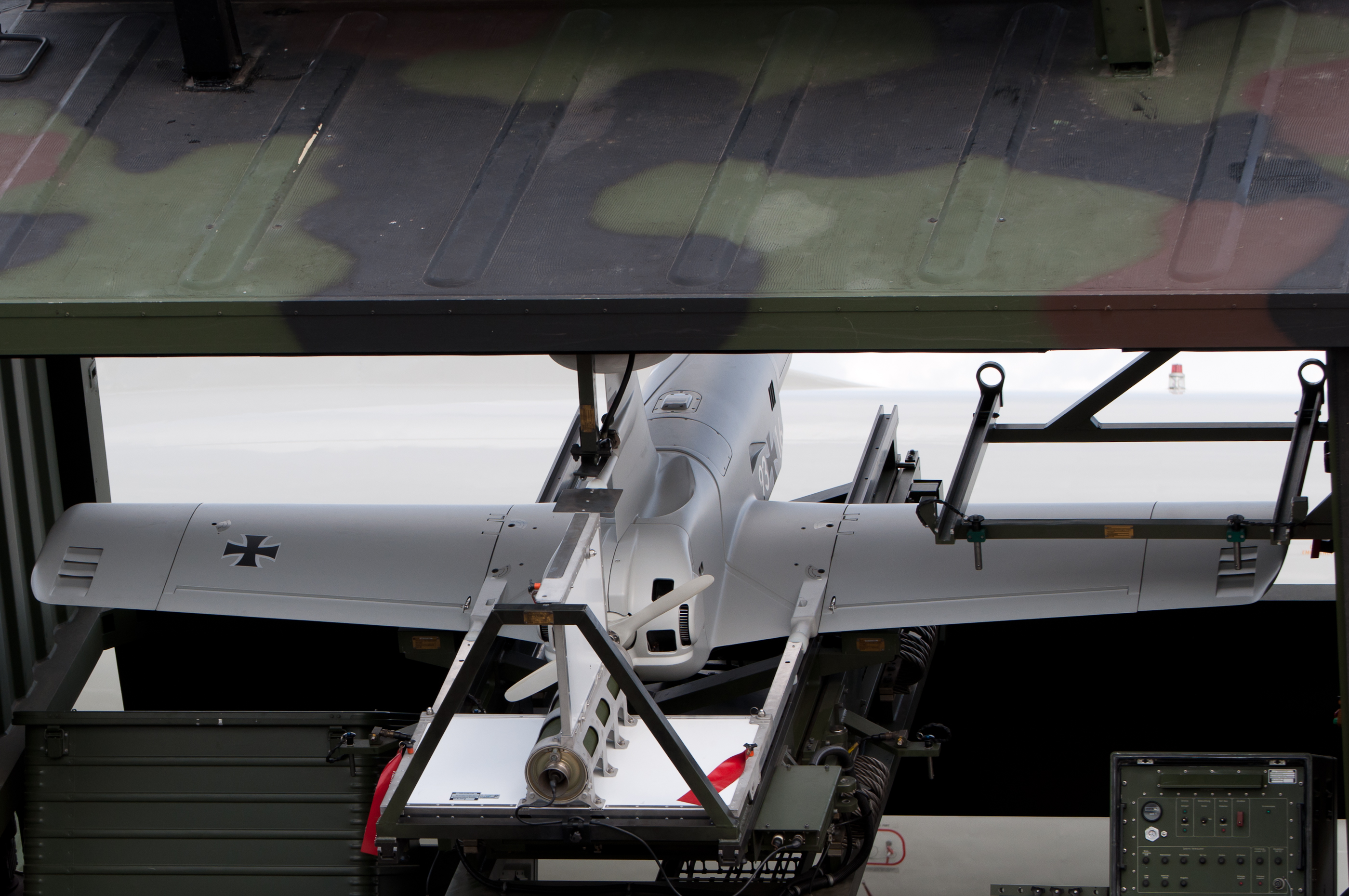
Un KZO preparat pel llançament, amb les ales desplegades.

### Aeronau
L'aeronau KZO és un monoplà d'ala baixa amb una envergadura de 3,42 m, una llargada de 2,29 m i una alçada de 0,96 m. A més a més de les dimensions menudes, el KZO està fabricat amb materials compostos posant molt d'èmfasi en el disseny sigil·lós, amb poca silueta infraroja, de radar i visual.
Aquest vehicle està impulsat per un motor de querosè compacte de dos cilindres Fichtel and Sachs de 24 kW. El motor transmet la potència a una hèlix de dues pales situada al darrere del dron.
Normalment el vehicle vola cap a la zona de l'objectiu a una velocitat de 150 km/h, tot i que pot assolir màxims de 250 km/h. Un cop s'ha situat sobre l'objectiu disminueix a 120 km/h i comença la tasca de marcar l'enemic, observar o informar de danys. L'alçada d'operació se situa entre els 300 i els 3.500 m. L'autonomia és de 3 hores i 30 minuts.

### Llançament i recuperació

Animació del llançament assistit per coet d'un Rheinmetall KZO a Kunduz, durant la Guerra de l'Afganistan.

Un sistema KZO a la Bundeswehr inclou deu aeronaus i dos estacions de control terrestres. Cada estació inclou un vehicle de comunicacions, un vehicle de llançament, un vehicle de recuperació i un altre de manteniment. L'estació de control terrestre pot controlar simultàniament dues aeronaus a l'aire i fa servir tres ordinadors per planejar, pilotar i monitorar el vol.
El vehicle de llançament porta un contenidor de 3,05 m de llarg, 2,44 m d'ample i 2,44 m d'alçada fixat al darrere d'un camió. Per fer el llançament es necessita un terreny pla de 100×100 m i 30 minuts de preparació. Les ales de l'aeronau normalment van plegades per l'emmagatzematge i transport i s'han de desplegar abans del llançament. Un cop apunt, un petit coet comença la ignició i dispara el dron cap a l'aire. Se'n separa un cop s'ha enlairat.
Un cop completada la missió, per aterrar, el dron necessita un terreny de 200×200 m on activar un paracaigudes i un sistema d'airbags per suavitzar la caiguda. Aleshores el vehicle de recuperació es desplaça fins al lloc i recull l'aeronau.

### Càrrega útil

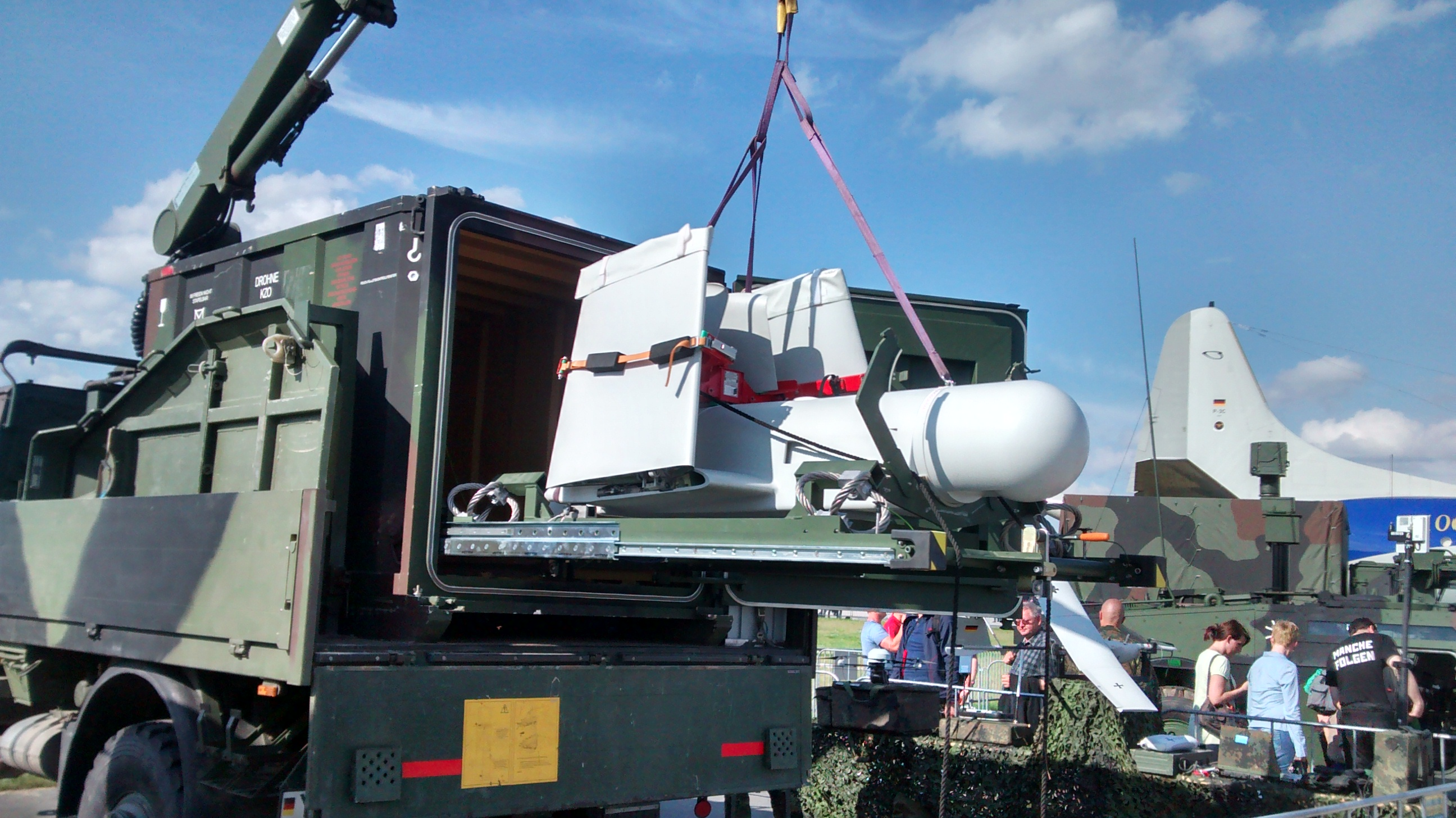
Vehicle de recuperació, equipat amb una grua, aixecant un KZO.

Segons el tipus de missió que es vulgui dur a terme hi ha diferents mòduls. El màxim de pes afegit són 35 kg, amb un màxim de pes en llançament de 162 kg.
A la Bundeswehr, la càrrega útil habitual inclou un sistema d'infraroigs Zeiss Ophelios WBG FLIR que opera a una amplada de banda de 12 micron i un radar Syntetic Aperture Radar (SAR). A més a més s'hi instal·la un sistema d'emmagatzematge de dades i transmissió. Les dades es descarreguen de l'aeronau a l'estació de control terrestre via un data link Ku band.